# Ivar Mathisen
Ivar Mathisen, född 14 juni 1920 i Bærum, död 7 oktober 2008, var en norsk kanotist som i K2 10 000 m tog OS-silver 1948.
Mathisen var med i grupp 13312 av Milorg under andra världskriget.